# Brwinów (gmina)

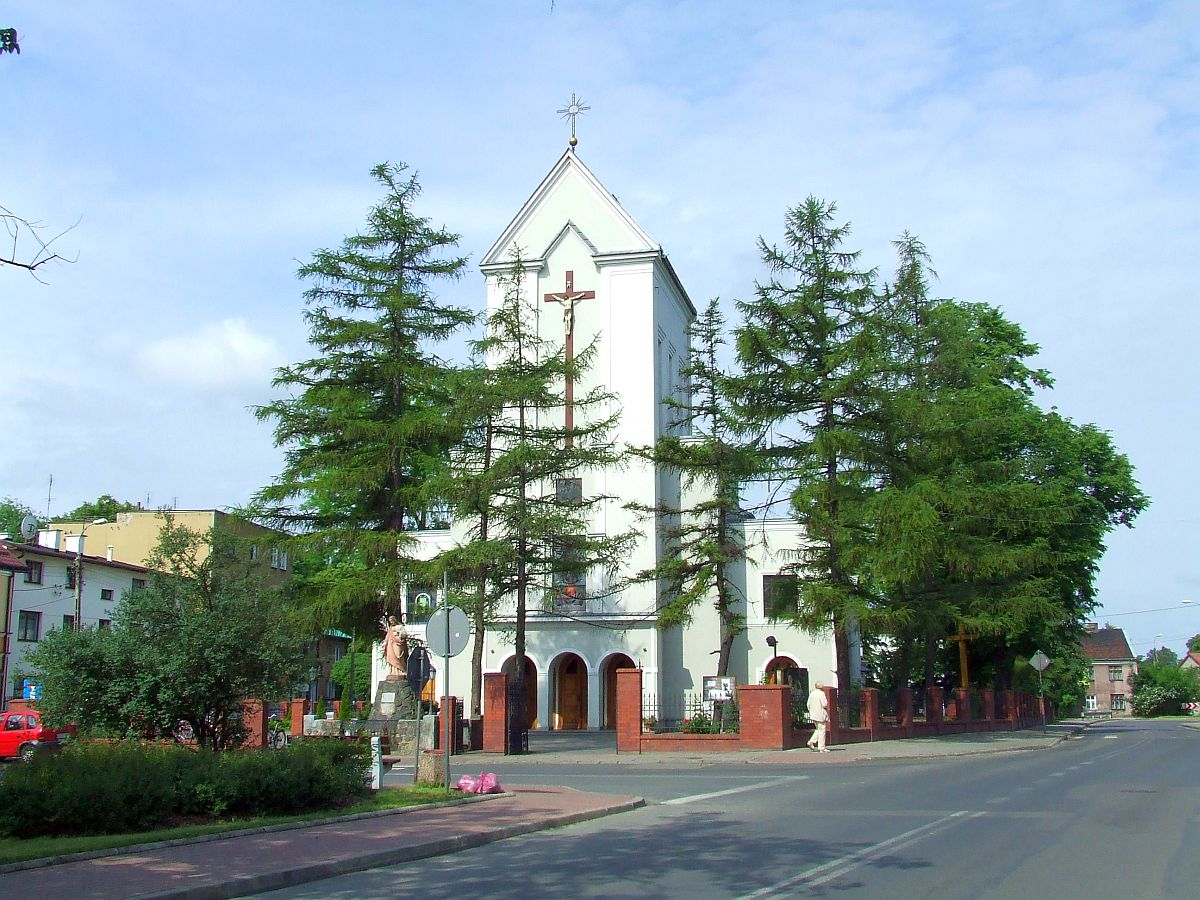
Kościół św. Floriana na rynku w Brwinowie

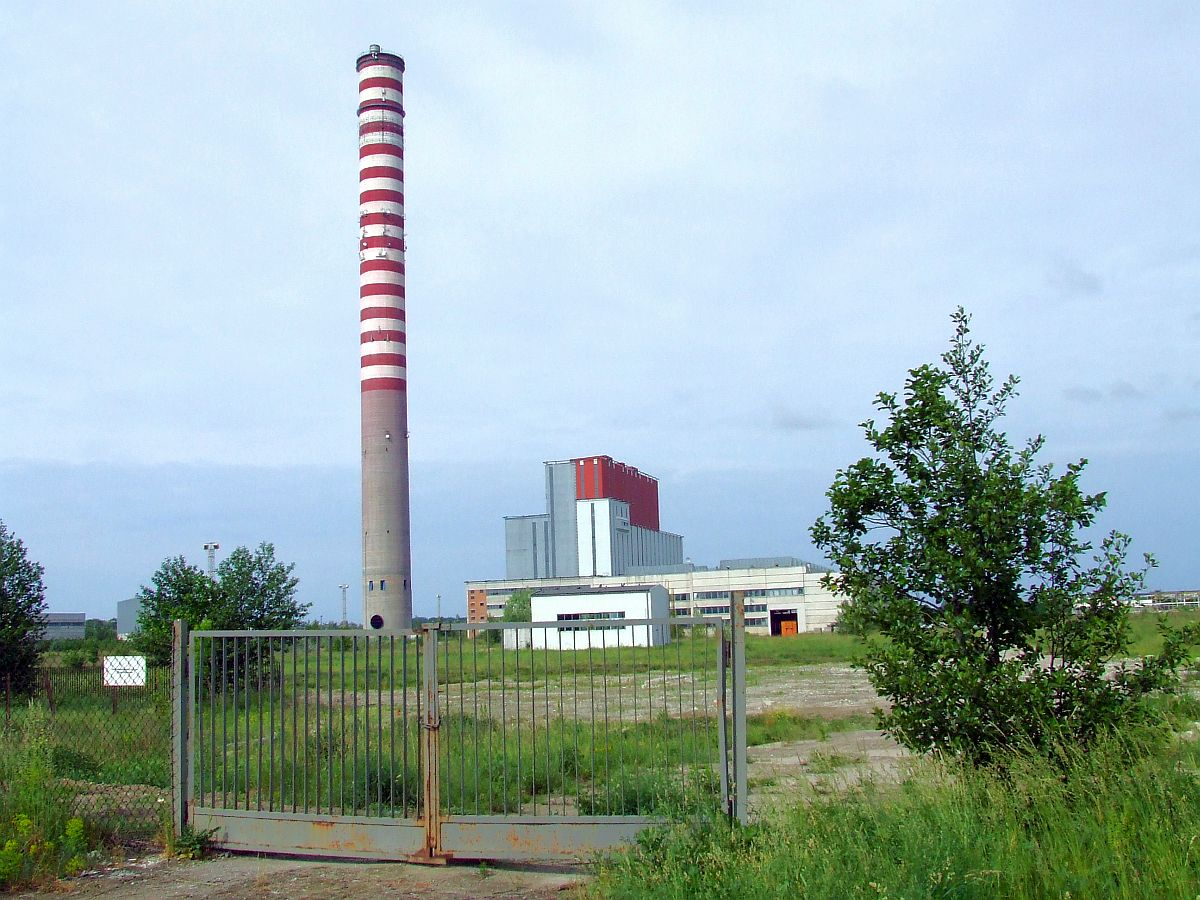
Elektrociepłownia Pruszków II

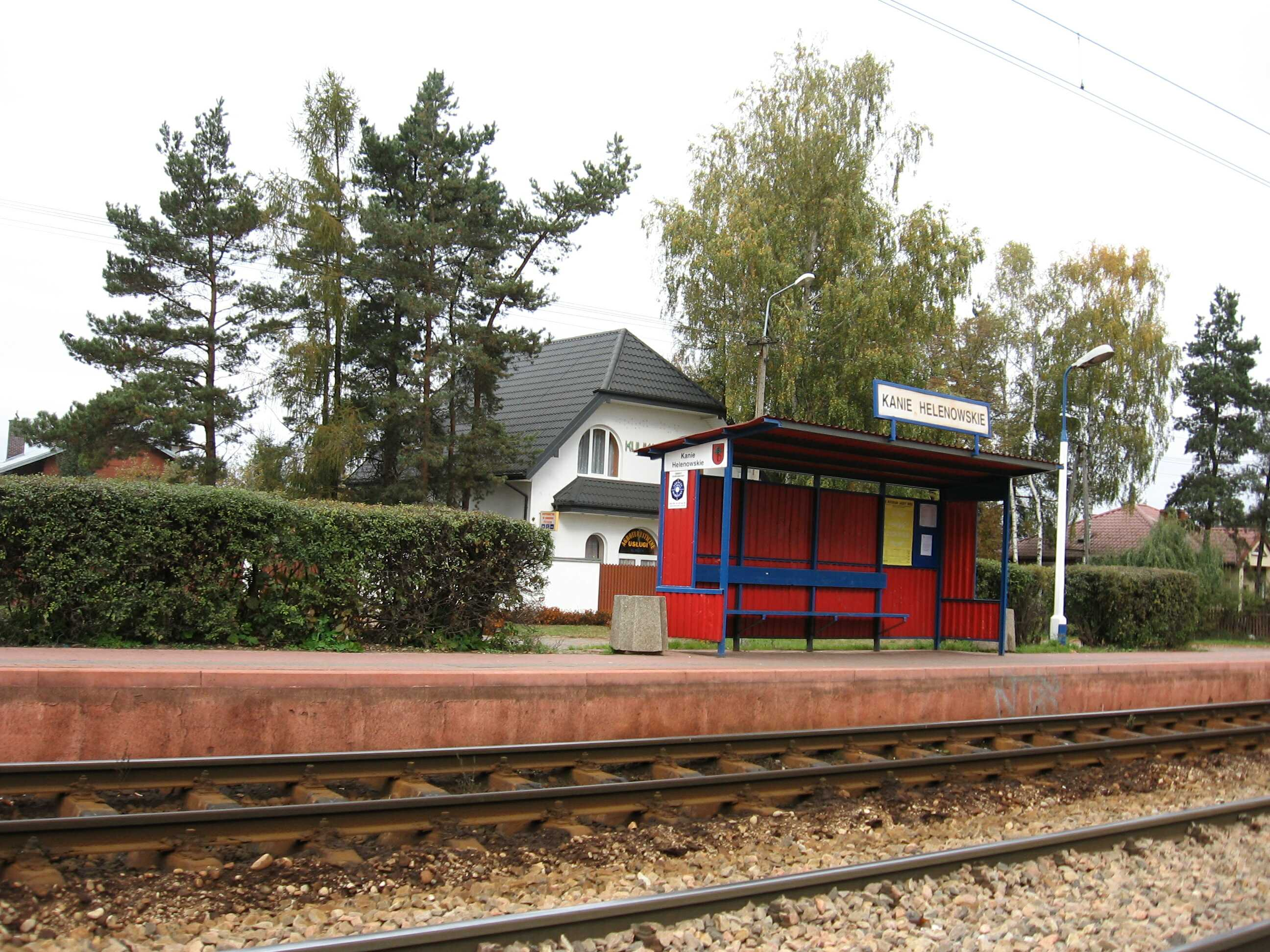
Przystanek WKD w Kaniach

Brwinów (daw. gmina Helenów i gmina Letnisko-Brwinów) – gmina miejsko-wiejska w województwie mazowieckim, w powiecie pruszkowskim. W latach 1975–1998 gmina położona była w województwie warszawskim.
Siedziba gminy to Brwinów.
Według danych z 31 grudnia 2012 gminę zamieszkiwało 23 241 osób.

## Położenie
Na uwagę zasługuje specyficzny kształt gminy. Jej południowe obszary (obejmujące wsie Owczarnia, Żółwin i Terenia) są odcięte od głównej części gminy przez miasta Milanówek i Podkowę Leśną, stanowiące nie tylko odrębne jednostki administracyjne (gminy miejskie), ale również jednostki o innej przynależności powiatowej (powiat grodziski). Odcięta część jest zatem eksklawą gminną, natomiast nie powiatową, ponieważ graniczy na krótkim odcinku z gminą Nadarzyn.

## Struktura powierzchni
Według danych z roku 2002 gmina Brwinów ma obszar 69,16 km², w tym:
- użytki rolne: 74%
- użytki leśne: 7%

Gmina stanowi 28,08% powierzchni powiatu.

## Demografia
Ludność - stan na 31.12.2012 r.:

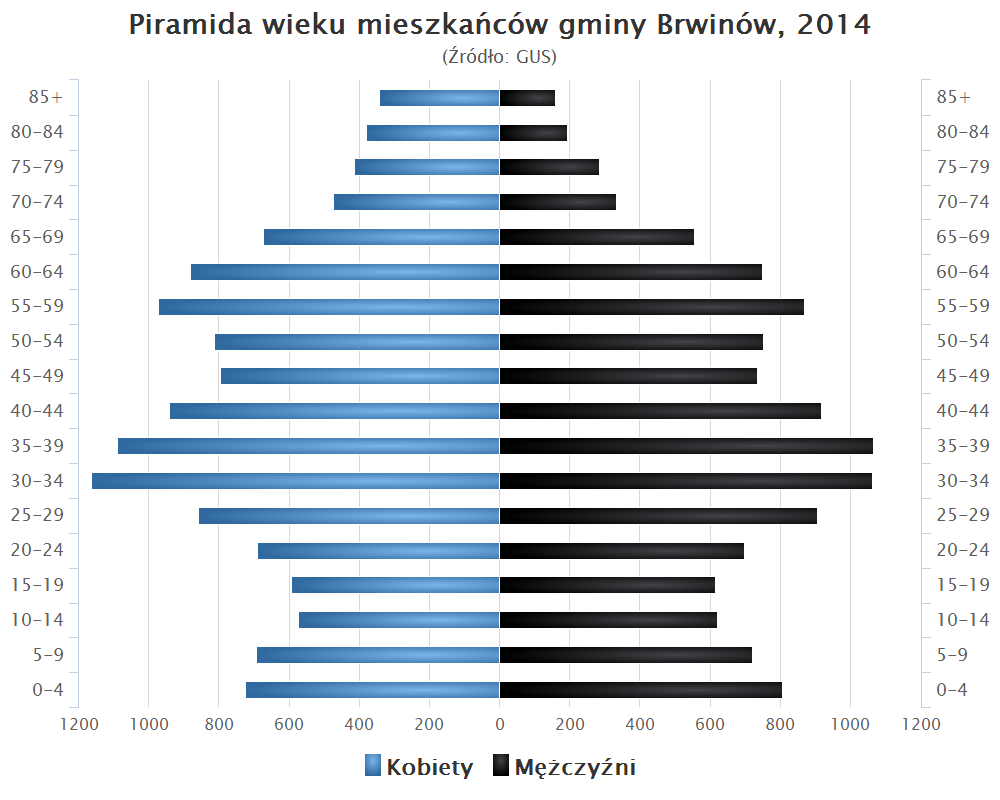
Piramida wieku mieszkańców gminy Brwinów w 2014 roku

| Opis                              | Ogółem | Ogółem | Kobiety | Kobiety | Mężczyźni | Mężczyźni |
| --------------------------------- | ------ | ------ | ------- | ------- | --------- | --------- |
| jednostka                         | osób   | %      | osób    | %       | osób      | %         |
| populacja                         | 23 241 | 100    | 12 185  | 52,4    | 11 056    | 47,6      |
| gęstość zaludnienia (mieszk./km²) | 336,04 | 336,04 | 176,18  | 176,18  | 159,86    | 159,86    |

## Sołectwa
Do gminy Brwinów należy 15 sołectw:
Biskupice, Czubin, Domaniew, Falęcin, Kanie, Koszajec, Kotowice, Krosna, Milęcin, Moszna, Otrębusy, Owczarnia, Parzniew, Terenia, Żółwin.

## Sąsiednie gminy
Błonie, Grodzisk Mazowiecki, Michałowice, Milanówek, Nadarzyn, Ożarów Mazowiecki, Podkowa Leśna, Pruszków

## Gminy partnerskie
Gmina Brwinów od 2003 r. utrzymuje stosunki partnerskie z włoską gminą Torre Cajetani, a od 2008 r. również z gminą Trzebiatów w województwie zachodniopomorskim.
Gmina Brwinów jest członkiem Unii Miasteczek Polskich.